# 平高清
平 高清（たいら の たかきよ／平 六代 （たいら の ろくだい）、承安3年（1173年?）- 没年不詳）は、平安時代末期から鎌倉時代前期にかけての平家一門、僧侶。父は平維盛。平清盛の曾孫にあたる。母は藤原成親の娘・新大納言局。

## 生涯
幼名は平正盛から数えて直系の六代目に当たることに因んで「六代（ろくだい）」と名づけられた。「高清」という実名は高野山の歴史を記した『高野春秋編年輯録』などに記載されているが、『平家物語』が幼名の六代を用い続けているために「平 六代」の名前で呼ばれるのが一般的である（本項目でも、特に断りが無い限りは「（平）六代」と表記する）。
寿永2年（1183年）、源義仲の攻勢の前に平氏が都落ちを決意したとき、維盛は都に慣れ親しんでいる妻を共に西国に落ち延びさせることは忍び難いとして、妻子を都に残して一門と共に西走する。このとき維盛は妻に対して子供のことを頼むと共に、自らに何かあったら再婚してほしいと言い残した。
六代は母と共に京都普照寺奥大覚寺北に潜伏していたが、平氏滅亡後の文治元年（1185年）12月、北条時政の捜索によって捕らえられた。清盛の曾孫に当たることから本来なら鎌倉に送られて斬首になるところであったが、文覚上人の助命嘆願があって処刑を免れ、その身柄は文覚に預けられることとなった。また、前述の維盛の妻（六代の母）は夫の死後に頼朝の信頼が厚い公卿の吉田経房と再婚しており、この事も六代の助命と関係している事が考えられる。文治5年（1189年）に六代は剃髪して妙覚と号す。建久5年（1194年）には文覚の使者として鎌倉を訪れ、大江広元を通じて異心無く出家したことを伝えた。源頼朝は平治の乱後、六代の祖父である平重盛が自身の助命のために尽力してくれた恩に報いるためとして六代を関東に滞在させ、その後六代を招いて、異心がなければどこかの寺の別当職に任命しようと申し出ている。

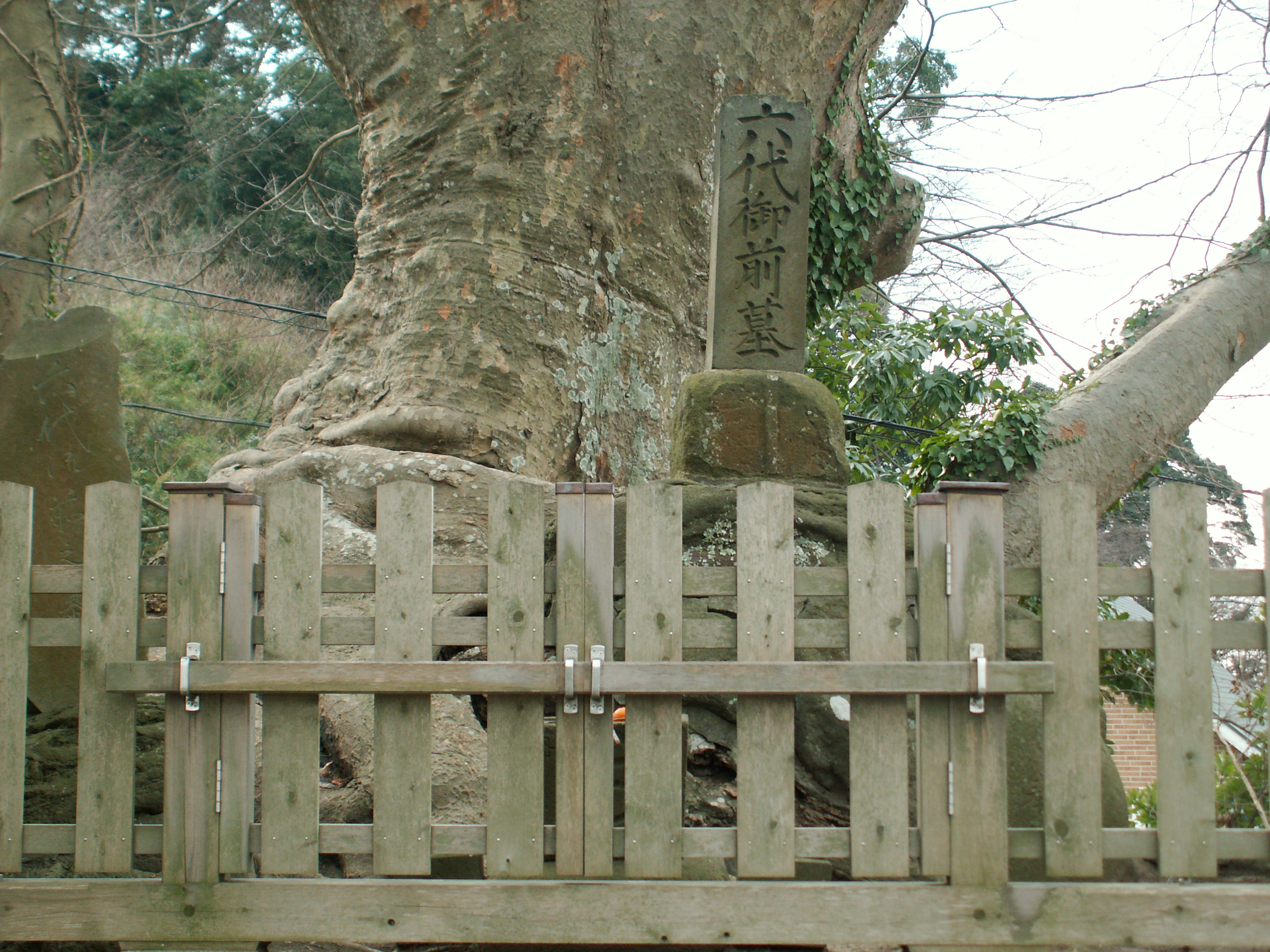
平高清（六代御前）の墓

その後の六代について『平家物語』などでは庇護者であった文覚が流罪となった後、弟子であったことから修行中であった六代も捕らえられて処刑されたとするが、その時期については文覚が三左衛門事件に連座して流罪となった正治元年（1199年）のほかに源頼朝が在世中であった建久9年（1198年）、建仁2年（1202年）、同3年（1203年）またはそれ以降、場所も相模国田越川（多胡江河）、鎌倉六浦坂、同じく鎌倉の芝(詳細不明)、駿河国千本松原などとまちまちである点や、六代の処刑を伝える諸書がいずれも文覚の弟子であった事をその理由に挙げながらも、主な処罰対象である文覚が流罪であるのに対し、従属的な立場にあった六代の方がより重い死罪とされているという矛盾があり、また実際に文覚の流罪を主導したと考えられている源通親らにはあえて六代を殺害する動機が見当たらないこと、さらに六代処刑の記事は『平家物語』の諸本以外ではいくつかの年代記や系譜類に限られ、『吾妻鏡』などの確実な史料でこれに触れたものが全くない等の点から、処刑の事実自体を疑問視する見解も存在する。
墓所：逗子市桜山8丁目に六代の墓と伝えられる塚があり、逗子市史跡指定地となっている。六代を最後として、清盛の嫡流は完全に断絶した。